# Binary Finary
Binary Finary war das gemeinsame Musikprojekt der beiden britischen DJs Matt Laws und Stuart Matheson.

## Hintergrund
Mit ihrer einzigen gemeinsam veröffentlichten Single 1998 schufen Binary Finary eine der bekanntesten Uplifting-Trance-Hymnen der späten 1990er. Matheson und Laws trafen sich 1995 in einem Plattenladen in Portsmouth. Laws lud Matheson ein paar Tage später in sein Studio ein und stellte ihm seinen Track 1998 vor. Matheson schloss sich Laws’ Projekt Binary Finary an.
Der Track 1998 eroberte im Sturm die britische Clubszene und Binary Finary avancierten zu profilierten DJs. 1998 animierte das Plattenlabel Aquarius Records die beiden, eine Studioversion des Tracks aufzunehmen.
Der Hype in der Clubszene machte die Verantwortlichen des britischen Musiklabels Positiva auf Binary Finary aufmerksam. Es nahm Laws und Matheson unter Vertrag und veröffentlichte im Herbst 1998 den Track unter dem Titel 1998 zusammen mit Remixen von Matt Darey und Paul van Dyk. Die Single stürmte die britischen Charts und erreichte Platz 24. Gleichzeitig entwickelte sich 1998 zu einem der meistgespielten Tracks im Programm der BBC-DJs Paul Oakenfold und Danny Rampling.
Im August 1999 wurde die gleiche Single unter dem Titel 1999 mit neuen Remixen von Kay Cee und Marc et Claude veröffentlicht. Diese Version überflügelte noch den Erfolg des Originals und erreichte Platz 11 der britischen Charts. In den Folgejahren erschienen unter den Titeln 2000, 2001 und 2002 weitere Remixe des Tracks. An den kommerziellen Erfolg der beiden ersten Veröffentlichungen konnte aber keiner mehr anknüpfen. Binary Finary hatten sich in der Zwischenzeit längst getrennt und verfolgen seither eigene Projekte.
Am 1. Mai 2006 veröffentlichten die beiden DJs unter dem Titel The Lost Tracks eine Zusammenstellung von 16 Tracks, die während ihrer acht Jahre währenden Pause entstanden sind. Anfang September 2006 riefen sie ihr eigenes digitales Plattenlabel Binary Finary Recordings ins Leben.